# British Columbia Highway 30
Der British Columbia Highway 30 ist eine Straße im kanadischen British Columbia. Sie führt durch den Nordteil von Vancouver Island. Der Highway zweigt zwischen Port Hardy und Port McNeill vom Highway 19 (Vancouver Inland Island Highway) in südwestlicher Richtung ab und endet nach 37 km in der Ortschaft Port Alice. Die Route führt an zwei Seen vorbei, dem Sara Lake und dem Alice Lake, außerdem passiert sie den Marble River Provincial Park.
Die Straße firmiert auch manchmal unter dem inoffiziellen Eigennamen "Port Alice Road".